# ХАБ-250
ХАБ-250 — назва авіаційної бомби, розробленої радянськими ВПС для застосування хімічної зброї зарин.
Повідомлялося, що експлуатаційна маса ХАБ-250 становила 151 кг та 233 кг. 24 бомби міг перевозити літак Ту-22.
Бомба використовує розривний заряд для детонації при зіткненні з землею. Вона містить 49 кг зарину.
ХАБ-250 була продемонстрована на випробувальному полігоні Шикані в 1986 році як компонент сучасного радянського хімічного арсеналу. Сучасні аналітики відзначали, що вона виглядала відносно нескладною у порівнянні з радянськими звичайними боєприпасами того ж періоду.
Бомба була знята з озброєння в результаті підписання Конвенції про заборону хімічної зброї на початку 1990-х років.